# Mayke Nagtegaal
Mayke Nagtegaal (12 september 1986) is een Nederlandse langebaanschaatsster. Ze schaatst sinds seizoen 2007/2008 bij het Gewest Noord-Holland/Utrecht. Nagtegaal debuteerde in seizoen 2007/2008 waar ze tijdens het NK Afstanden de 500 en 1000 meter reed. In het dagelijks leven doet Nagtegaal een studie rechten.

## Persoonlijke records
| Afstand    | Tijd    | Datum         | Baan       |
| ---------- | ------- | ------------- | ---------- |
| 500 meter  | 40,72   | 11 maart 2008 | Heerenveen |
| 1000 meter | 1.21,34 | 14 maart 2008 | Heerenveen |
| 1500 meter | 2.05,19 | 11 maart 2008 | Heerenveen |

## Resultaten
| Jaar | NK Afstanden       | NK Sprint | NK Allround |
| ---- | ------------------ | --------- | ----------- |
| 2007 | 16e 500m 19e 1000m | 14e       | -           |
| 2008 | -                  | -         | -           |
| 2009 |                    |           |             |